# Coreses
Coreses (selten Coreses del Pan) ist ein nordwestspanischer Ort und eine Gemeinde (municipio) mit 1.037 Einwohnern (Stand: 2024) im Osten der Provinz Zamora der Autonomen Gemeinschaft Kastilien-León. Zur Gemeinde gehören neben dem gleichnamigen Hauptort die Ortschaft La Estación und die Wüstung San Pelayo.

## Lage
Coreses liegt in der kastilischen Hochebene in einer Höhe von etwa 645 m. Der Duero begrenzt die Gemeinde im Süden. Die Provinzhauptstadt Zamora ist nur etwa acht Kilometer (Fahrtstrecke) in ostsüdöstlicher Richtung entfernt. Die Autovía A-11 führt durch die Gemeinde. Das Klima im Winter ist durchaus kalt, im Sommer dagegen warm bis heiß; die eher spärlichen Regenfälle (ca. 429 mm/Jahr) fallen verteilt übers ganze Jahr.

## Bevölkerungsentwicklung
| Jahr      | 1970 | 1981 | 1991 | 2001 | 2011 | 2021 |
| Einwohner | 1669 | 1460 | 1337 | 1224 | 1133 | 1059 |

## Sehenswürdigkeiten

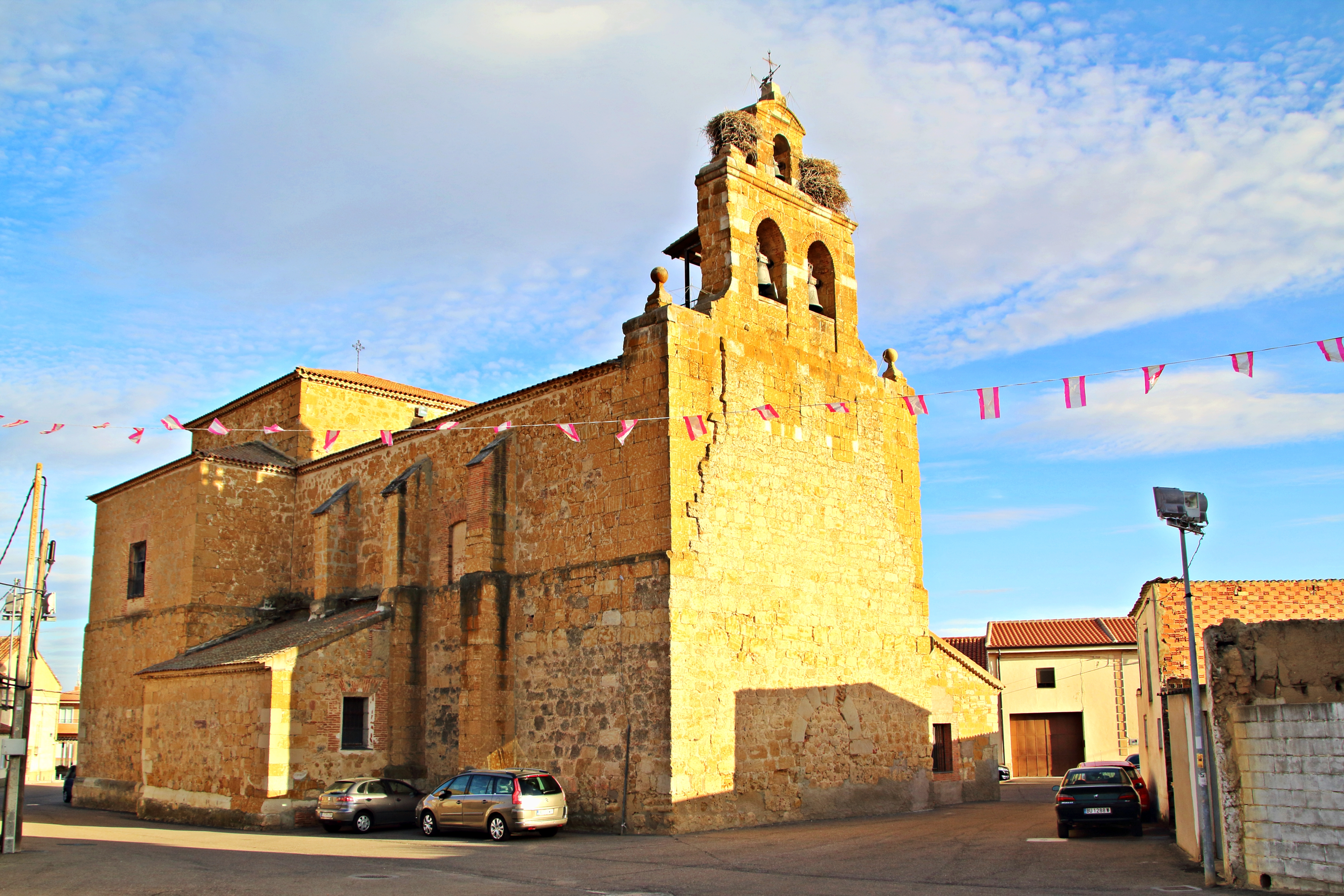
Kirche Mariä Himmelfahrt
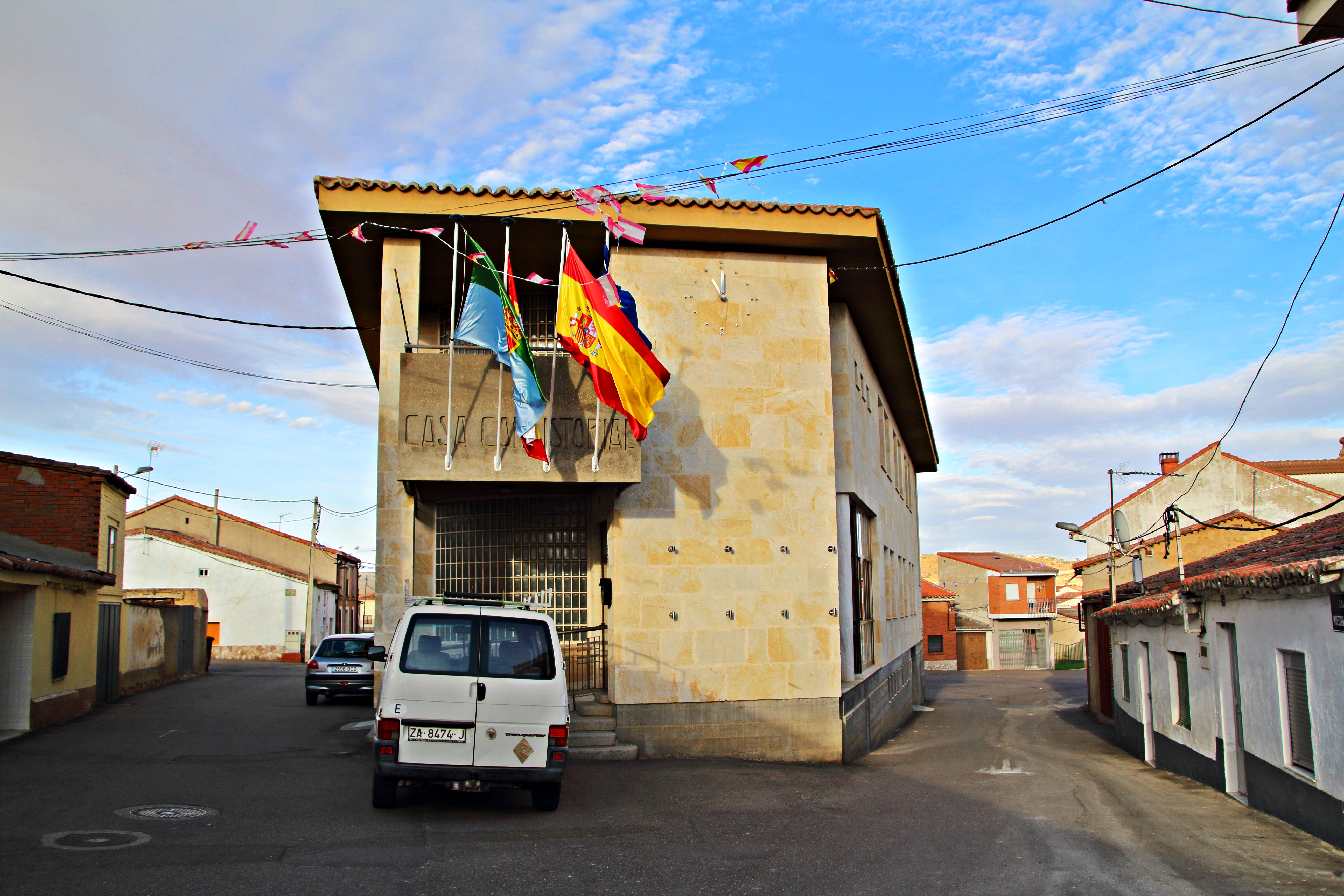
Rathaus

- Kirche Mariä Himmelfahrt
- Rathaus

## Persönlichkeiten
- Atilano Vecino (* 1958), Fußballspieler